# 多明尼加比索
多明尼加比索是多明尼加共和國的流通貨幣。貨幣編號DOP。輔幣單位為分。1比索=100分。

## 流通中的貨幣

### 硬幣
- 1 比索
- 5 比索
- 10 比索
- 25 比索

### 紙幣
- 50 比索
  - 正面：聖瑪麗亞·勒·梅納大教堂
  - 背面：伊圭
- 100 比索

多明尼加流通中的六款紙幣。

  - 正面：弗朗西斯科·罗萨里奥·桑切斯、胡安·巴勃罗·杜瓦特、马蒂亚斯·雷蒙·梅亚
  - 背面：孔德石拱門
- 200 比索
  - 正面：米拉瓦爾三姐妹
  - 背面：米拉瓦爾三姐妹的紀念碑
- 500 比索
  - 正面：莎樂美·烏雷尼亞和佩德羅·恩里克斯·烏雷尼亞
  - 背面：多明尼加共和國中央銀行
- 1000 比索
  - 正面：國立故宮博物院
  - 背面：哥倫布宮
- 2000 比索
  - 正面：埃米利奧·普呂多姆、何塞·魯菲諾·雷耶斯·西恩哥斯
  - 背面：國立劇院

## 外部連結
- 唐的世界硬币画廊：the Dominican Republic
- 罗恩·怀斯的世界纸币：Dominican Republic 镜像网站
- 环球货币历史：Dominican Republic
- 《环球金融资料》系列：Dominican Republic Peso
- 《环球金融资料》货币历史表格（ 微软试算表格式）